# Католицька церква в Англії та Уельсі

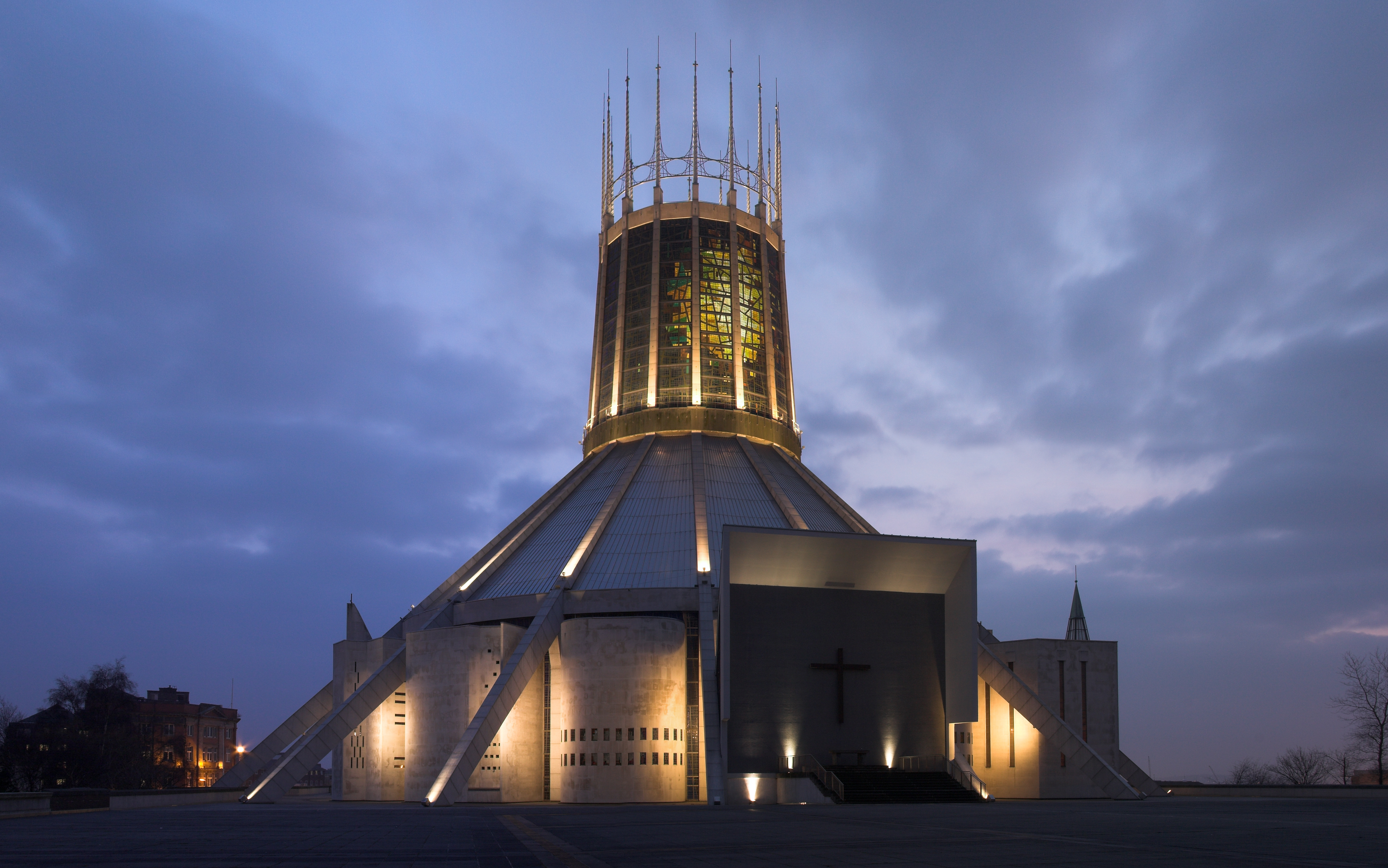
Собор Христа Царя, Ліверпуль, Великобританія

Католицька церква в Англії та Уельсі — частина всесвітньої римсько-католицької церкви. Підпорядкована папі римському (нині Франциску).

## Історія
Християнство з'явилося на теренах Англії та Уельсу в I столітті. 597 року за розпорядженням папи Григорія I Великого в королівство Кент прибула перша офіційна апостольська місія, яка встановила зв'язки з Римом. 598 року Августин Кентерберійський, чернець-бенедиктинець, став першим католицьким архієпископом Кентерберійським.
1534 року з ініціативи короля Генріха VIII проведено реформацію церкви, внаслідок якої католицька церква Англії відокремилася від всесвітньої католицької церкви й утворила нову Церкву Англії, на чолі з королем. Під час правління Едуарда VI, сина Генріха VIII, церква Англії почала дедалі більше зазнавати впливу протестантизму. Після смерті молодого короля, до влади прийшла його сестра, королева Марія I, вихована на традиціях католицтва, 1555 року вона повернула церкву Англії в лоно всесвітньої католицької церкви. Однак період возз'єднання тривав недовго, оскільки наступна королева Англії, Єлизавета I, розірвала зв'язок церкви Англії та Риму.
У перше десятиліття правління Єлизавети католики чинили їй лише пасивний опір. Поворотним моментом стало Північне повстання 1569 року. Після його придушення римський папа Пій V 25 лютого 1570 видав буллу під назвою «Regnans in Excelsis», у якій оголошував «Єлизавету, уявну королеву Англії і служительку злочину» відлученою від церкви та єретиком, звільнивши всіх її підданих від будь-якої вірності їй. Католикам, які підкорялися її наказам, також погрожували відлученням від церкви. Ця булла стала приводом для репресивних заходів проти католиків, які боролися проти Єлизавети, яка не раз набувала форми змов (змова Бабінгтона, змова Рідольфі).
Спадкоємець Єлизавети Яків I залучав католиків на важливі державні посади, вимагаючи лише, щоб вони були зовні лояльні до церкви Англії. У перші десятиліття XVII століття в Англії чисельність католиків зростала, вони перетворювалися на енергійну релігійну меншину.
В цілому католицька церква зберегла свою присутність в Англії та Уельсі, але фактично пішла в підпілля аж до 1829 року, до прийняття Акту про свободу католиків, який значно послабив або зовсім скасував багато обмежень, накладених на католицьку церкву в Англії. Папа римський Пій IX 1850 року відновив католицьку ієрархію в Англії та Уельсі і заснував 13 нових дієцезів замість вікарних областей, що існували раніше.

## Нинішній стан
Нині на території Англії та Уельсу існує п'ять провінцій: Бірмінгема, Кардіффа, Ліверпуля та Саутворка, що включають 22 дієцези, та екзархат греко-католицької церкви України у Великій Британії. Відповідно до останнього перепису населення (2001 рік) 4,2 млн осіб визначили себе католиками, що становило 8 % усього населення Великої Британії. Цікаво, що 1901 року католиків у країні було лише 4,8 %, а під час перепису 1981 року зафіксовано максимум — 8,7 %. За оцінками на 2009 рік, в Англії та Уельсі налічувалося близько 5,2 млн католиків, що становило 9,6 % населення. Найбільший відсоток городян, які сповідують католицтво, 46 %, зафіксовано у Ліверпулі. Це пояснюють тим, що саме там сконцентрувалася католицька громада Великої Британії під час гонінь.
Нині розвиток католицької громади Великої Британії пов'язують насамперед з інтелектуальною елітою країни та вихідцями з Ірландії, де традиція католицької церкви не переривалася. Число парафіян залишається на високому рівні, на противагу становищу в англіканській та протестантській церквах. Кількість молодих людей, які обирають кар'єру священника, також велика, порівняно з іншими провідними християнськими деномінаціями Великої Британії.

### Перехід у католицтво
Протягом усієї історії співіснування католицької та англіканської церков зафіксовано багато випадків переходу з англіканської до католицької церкви, зокрема:
- кардинал Джон Ньюмен — засновник Оксфордського руху, члени якого наголошували на спадкоємності англіканства стосовно Апостольської церкви. 19 вересня 2010 року під час свого візиту до Великої Британії папа римський Бенедикт XVI зарахував кардинала Ньюмена до блаженних[4];
- кардинал Генрі Меннінг — англіканський священник, пізніше архієпископ Вестмінстера (1865—1862);
- Гілберт Кіт Честертон — відомий англійський письменник, християнський мислитель; прийняв католицтво 1922 року;
- Івлін Во — англійський письменник, став католиком 1930 року;
- Тоні Блер — прем'єр-міністр Великої Британії (1997—2007), пішов у відставку й офіційно перейшов у католицтво 2007 року[5];
- Пірс Пол Рід[en] — британський письменник;
- Катерина, герцогиня Кентська — дружина герцога Кентського, прийняла католицтво 1994 року з дозволу королеви Єлизавети II. Перша від кінця XVIII століття представниця англійського аристократичного роду, яка прийняла католицтво;
- Лорд Ніколас Віндзор — молодший син герцога Кентського, праправнук Георга V.

відповідно до Акту про спадкування престолу 1701 року члени королівської сім'ї, які сповідують католицтво, позбавляються права успадковувати престол
У 2009 року оголошено про перехід групи англіканських єпископів разом зі своїми парафіянами в католицтво, із правом збереження англіканської форми служби, а також правом одружених священиків зберегти сан (католицькі священики не мають права одружуватися, приймаючи обітницю целібату). Через масовий перехід англікан до католицької церкви папа Бенедикт XVI видав 4 листопада 2009 року спеціальну апостольську конституцію «Anglicanorum Coetibus», яка встановила канонічні та адміністративні умови переходу. Перехід пов'язаний з інтенсивною лібералізацією англіканської церкви, яка схвалює висвячення відкритих гомосексуалів, жінок, а також благословляє одностатеві шлюби, неприйнятні для консервативно спрямованих англікан.
15 січня 2011 року Конгрегація доктрини віри заснувала для колишніх англікан, які перейшли в католицтво і проживають в Англії та Уельсі, Персональний ординаріат Волсінгемської Діви Марії.

### Польська еміграція
Вперше поляки-католики почали переїжджати до Великої Британії в XIX столітті. Після закінчення Другої світової війни близько 250 000 поляків переїхали жити до Англії та влилися до місцевих католицьких громад. Від 1948 року на території Англії існує спеціальна польська католицька місія, яка на 2004 рік налічує 219 парафій та 114 священників. Польська місія підпорядкована конференції католицьких єпископів Польщі. 2007 року архієпископ Вестмінстера кардинал Кормак Мерфі О'Коннор висловив побоювання, що «польська громада відокремлюється від католицької церкви Англії», і озвучив надію на те, що «глава польської місії і самі поляки зрозуміють, що потрібно вливатися в місцеві католицькі громади, як тільки вони освоїли мову».

### Відносини з англіканською церквою
Попри масові випадки переходу англікан у католицтво, конфесії підтримують добрі стосунки та перебувають у постійному екуменістичному діалозі.

## Ієрархія церкви
Католицькі єпископи Англії та Уельсу об'єднані в організацію — Конференція католицьких єпископів Англії та Уельсу. Головою конференції зазвичай обирають архієпископа Вестмінстера, тому архієпископа Вестмінстера називають також примасом католицької церкви Англії та Уельсу, хоча цей термін юридично не коректний, оскільки примасом Англії офіційно називають англіканського архієпископа Кентерберійського. Попри те, що посада голови конференції виборна, історично склалося, що архієпископ Вестмінстера має деякі привілеї, оскільки до утворення митрополій Ліверпуля та Бірмінгема 1911 року Вестмінстер був єдиною католицькою митрополією в Англії та Уельсі. Крім того, історично склалося, що саме архієпископів Вестмінстера зводять у кардинали. Архієпископів Вестмінстера вважають продовжувачами дореформаційної лінії католицьких архієпископів Кентерберійських. Зараз місце 11-го архієпископа Вестмінстера займає Вінсент Ніколс.